# Rubaut
Rubaut (mitjans segle xiii) fou un trobador d'origen possiblement italià. No se sap gairebé res de la seva vida. Una família Rubaldi apareix sovint en documents genovesos.

Va intercanviar una tençó (282.1a = 429.1) amb Lanfranc Cigala, a qui es dirigeix anomenant-lo segne'n, contràriament a Cigala que l'anomena amic o pel nom (Rubaut). Lanfranc la planteja proposant-li un tema amorós: com interpretar el somriure d'una dama. A continuació se'n mostren les dues primeres coblas (estrofes)ː
Amics Rubaut, de leis, q’am ses bauzia,
vos dirai coissi·m vai:
qe qant mi ve, ela·m ri tota via,
mas autre be no·m fai;
non sai si men'eschern o iai.
Vos qe·n cuidatz? Fai o per tricharia,
o qar li plai m’amors e ma paria?

Segne’n Lafranc, pos voletz q’eu vos dia
mon semblan, vos dirai:
cella q’amatz crei q’a cor qe·us aucia
pos null ioi vos atrai,
q’ab ris vos trahis e·us dechai,
com fetz baizan Juda Dieu, ses faillia,
e si·m desplai q’ill es vostr’enemia.